# Simón Rodríguez (Táchira)
Pour les articles homonymes, voir Simón Rodríguez.
Simón Rodríguez est l'une des vingt-neuf municipalités de l'État de Táchira au Venezuela. Son chef-lieu est San Simón. En 2011, la population s'élève à 2 445 habitants.

## Géographie

### Subdivisions
Selon l'Institut national de statistique et contrairement à la plupart des municipalités du pays, la municipalité de Simón Rodríguez ne comporte aucune paroisse civile.